# برج آسمان (وروتسواف)
برج آسمان آسمان‌خراشی واقع در وروتسواف، لهستان است. ساخت و ساز این ساختمان در ۲۰۰۷ پس از تخریب سازه پولتگور که تا آن زمان بلندترین ساختمان در شهر بود، شروع شد. برج آسمان بلندترین ساختمان در لهستان در رده‌های ارتفاع تا سقف و ارتفاع تا آخرین طبقه است. در طبقه چهل و نهم چشم‌اندازی قابل دسترسی برای عموم وجود دارد.